# Geschiedenis van de spelcomputer (achtste generatie)
Dit artikel behandelt de geschiedenis van de achtste generatie spelcomputers. Deze generatie begon in 2011 en volgt de zevende op.
Op dit moment zijn er zeven consoles en draagbare spelcomputers (handhelds) in de achtste generatie.

## Lijst van spelcomputers uit de achtste generatie
- Nintendo: Wii U, 3DS, 2DS en de Switch
- Sony: PlayStation Vita en PlayStation 4
- Microsoft: Xbox One en One X
- Ouya

## Spelcomputers uit het achtstegeneratietijdperk (galerij)

### Spelcomputers voor thuisgebruik

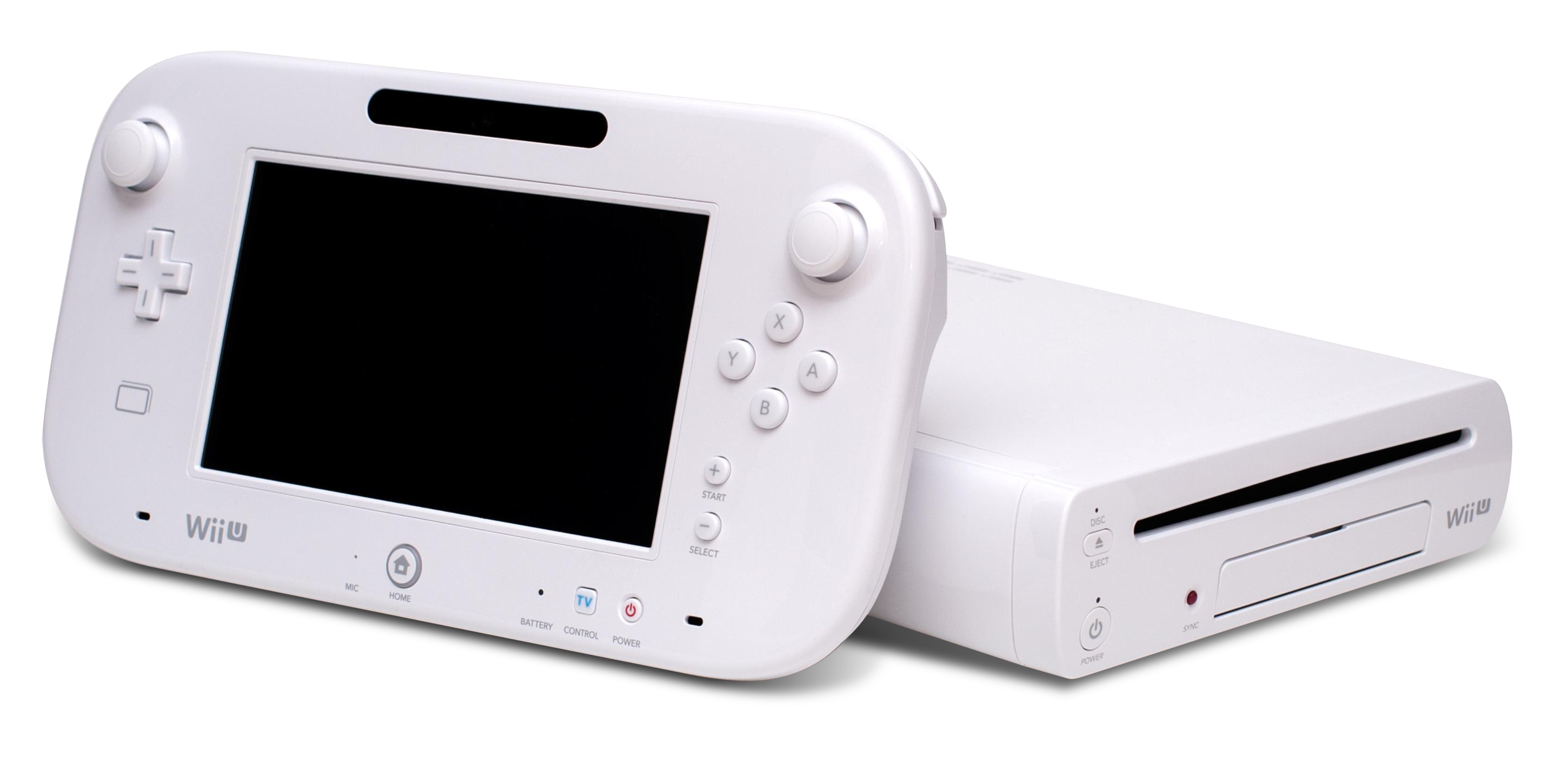
Wii U 2012-2017
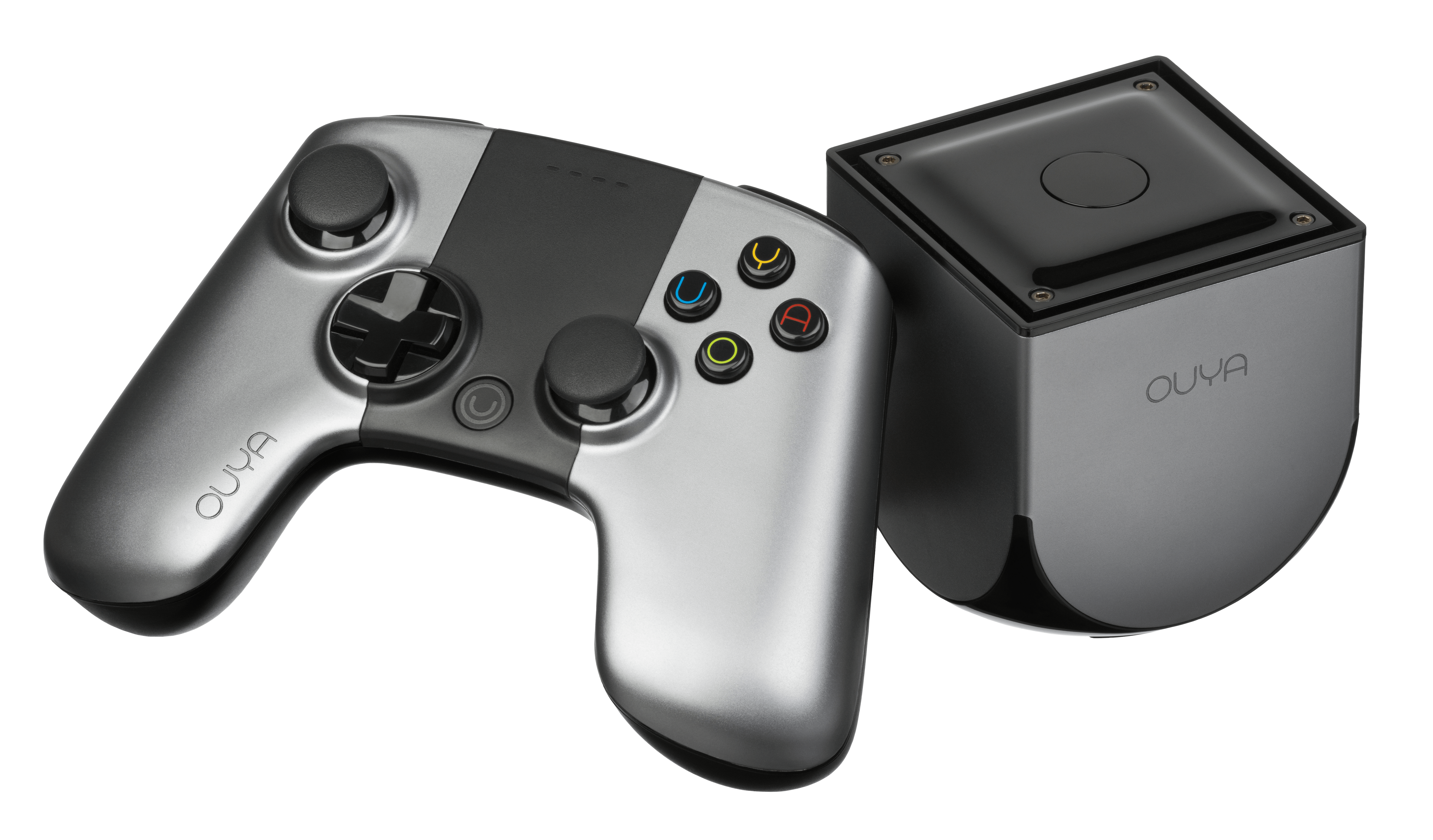
Ouya 2013-2015
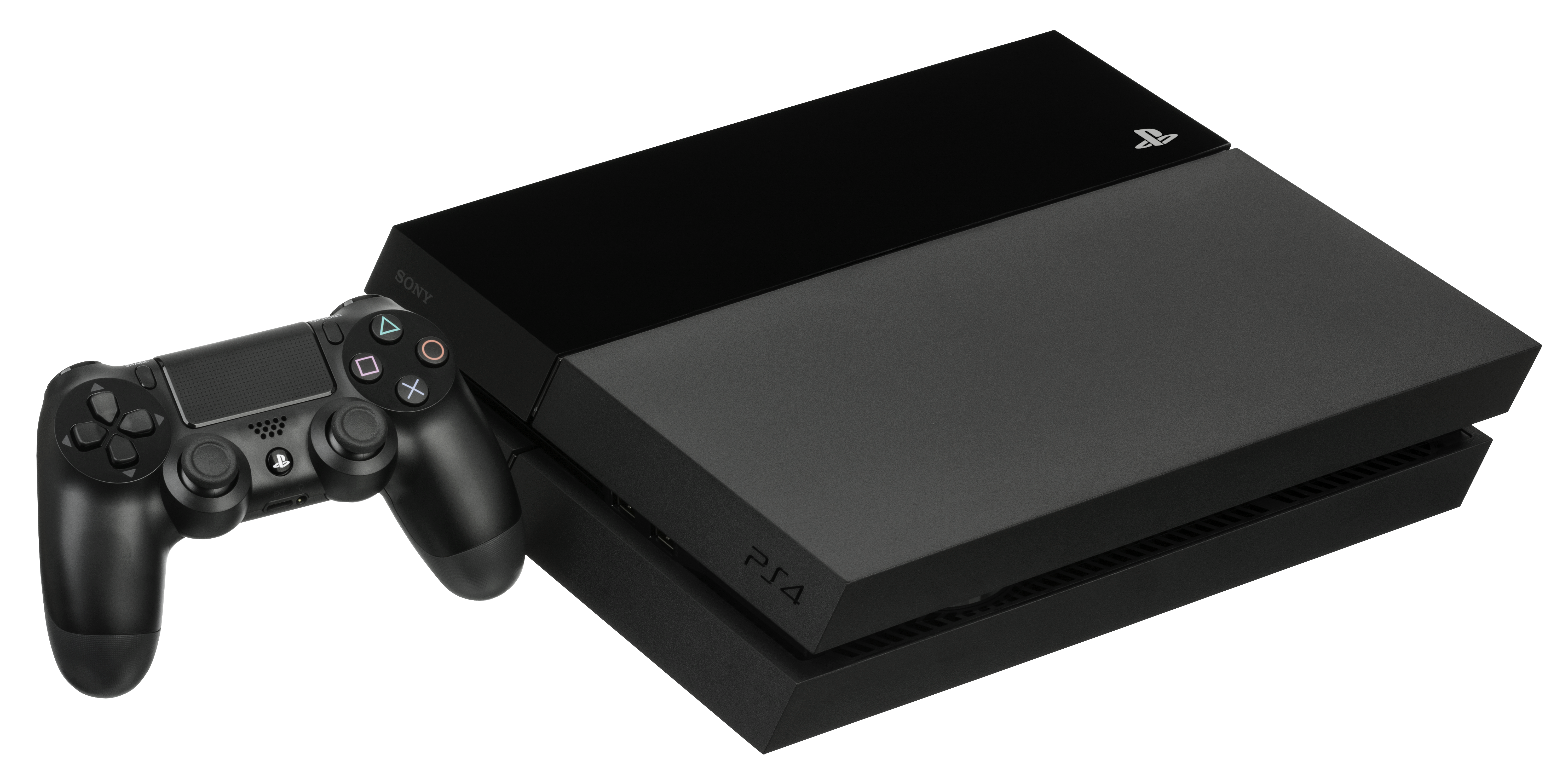
PlayStation 4 2013-heden
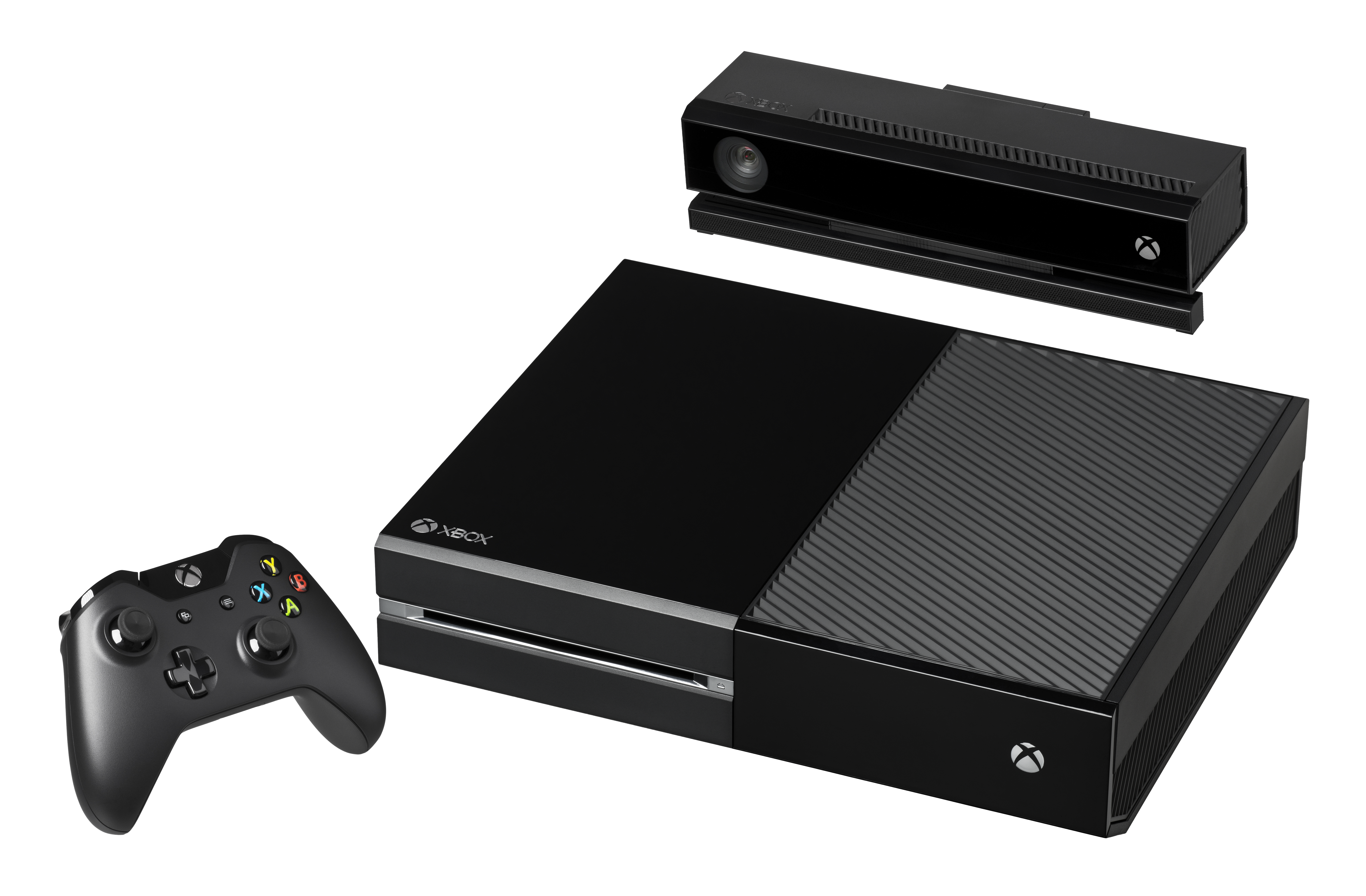
Xbox One 2013-2020
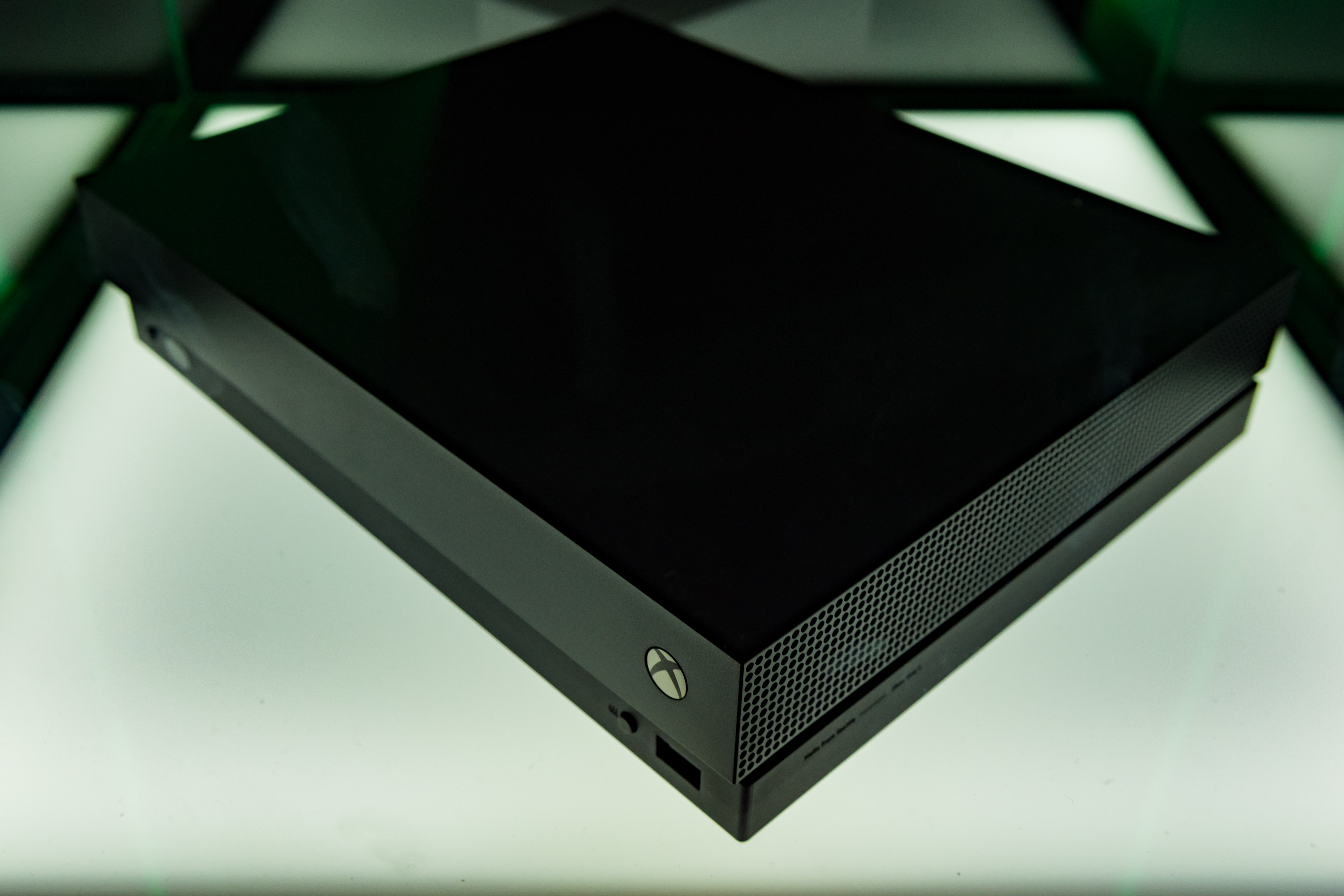
Xbox One X 2017-2020
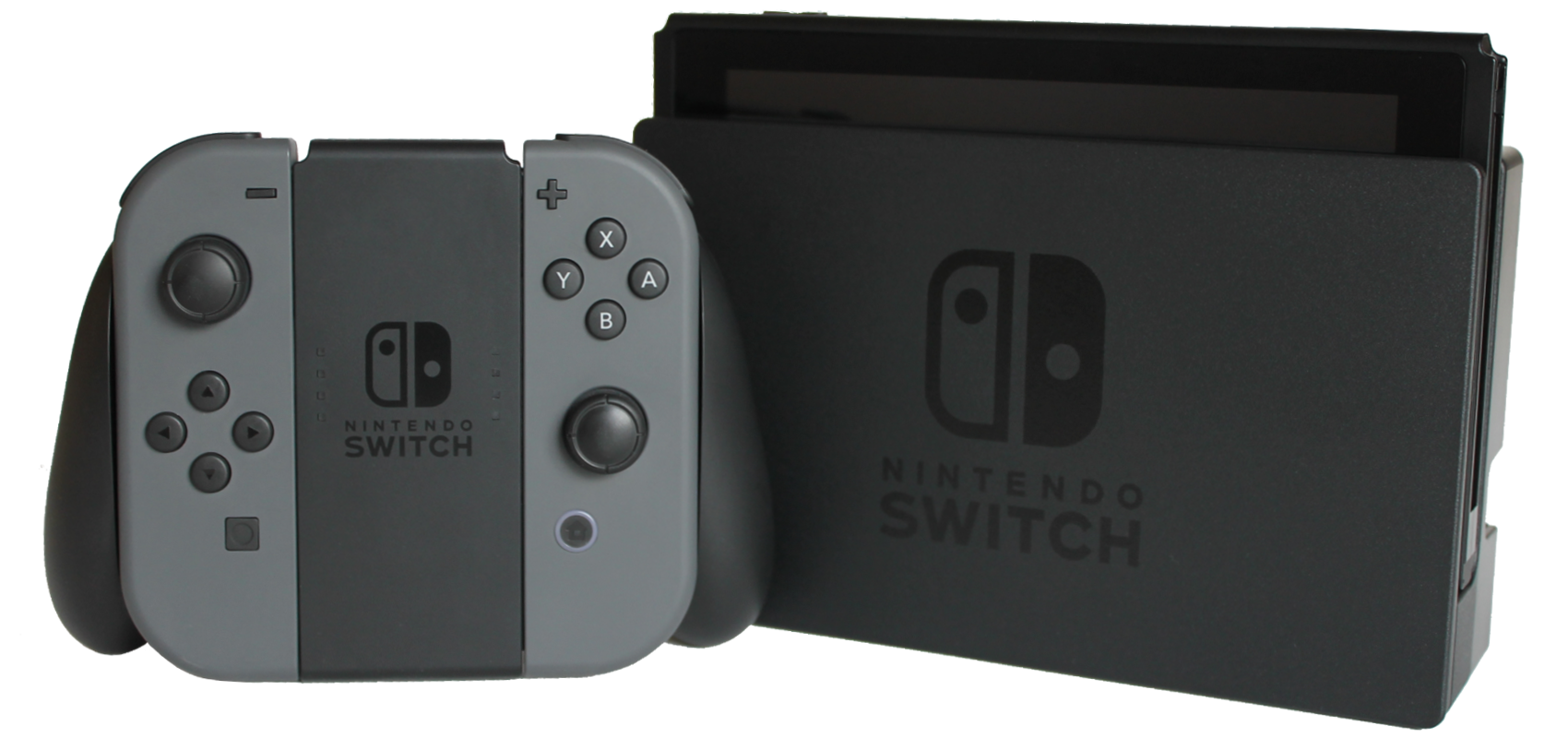
Nintendo Switch 2017-heden

### Handhelds

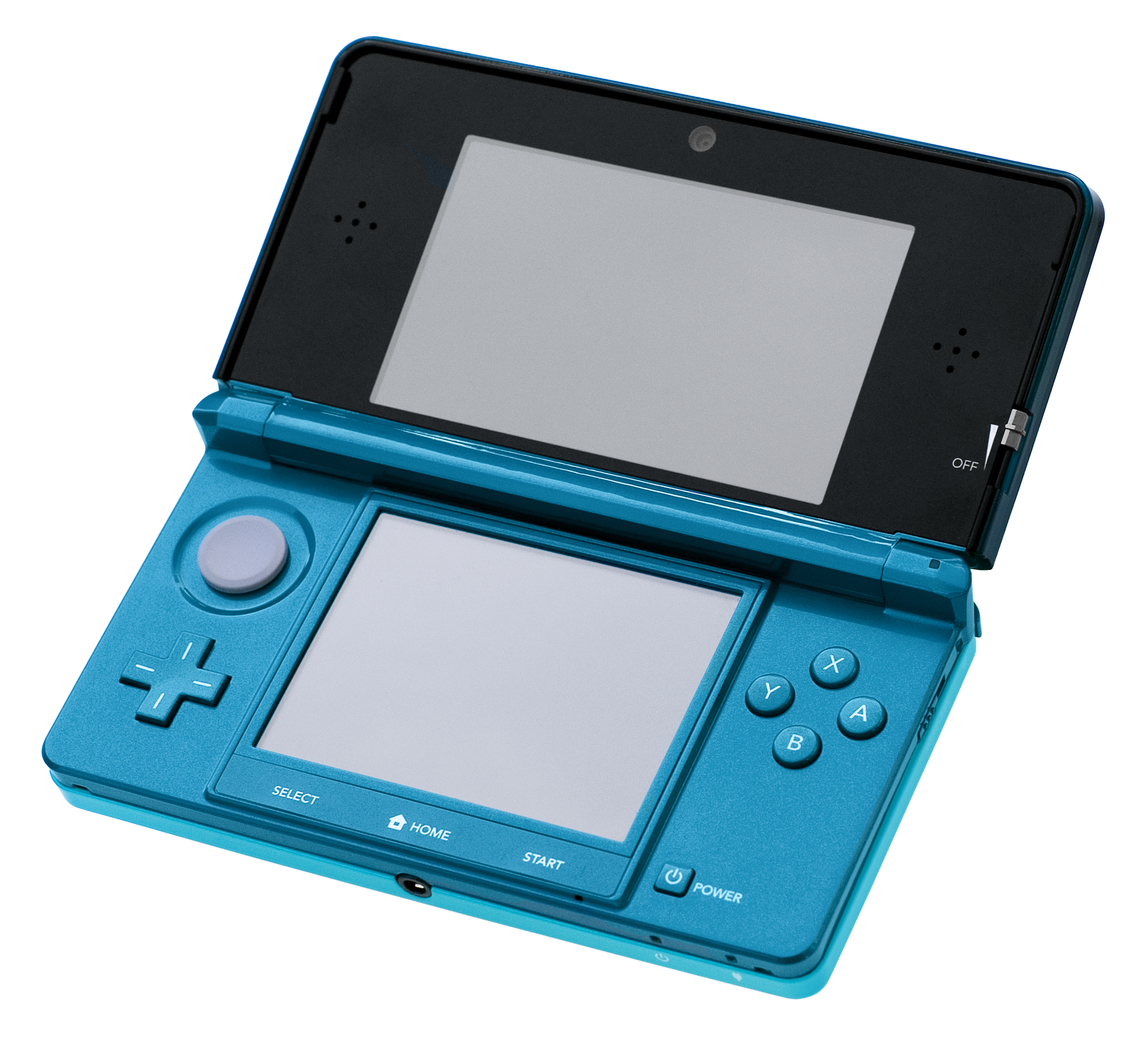
Nintendo 3DS 2011-2015
PlayStation Vita 2011-2019
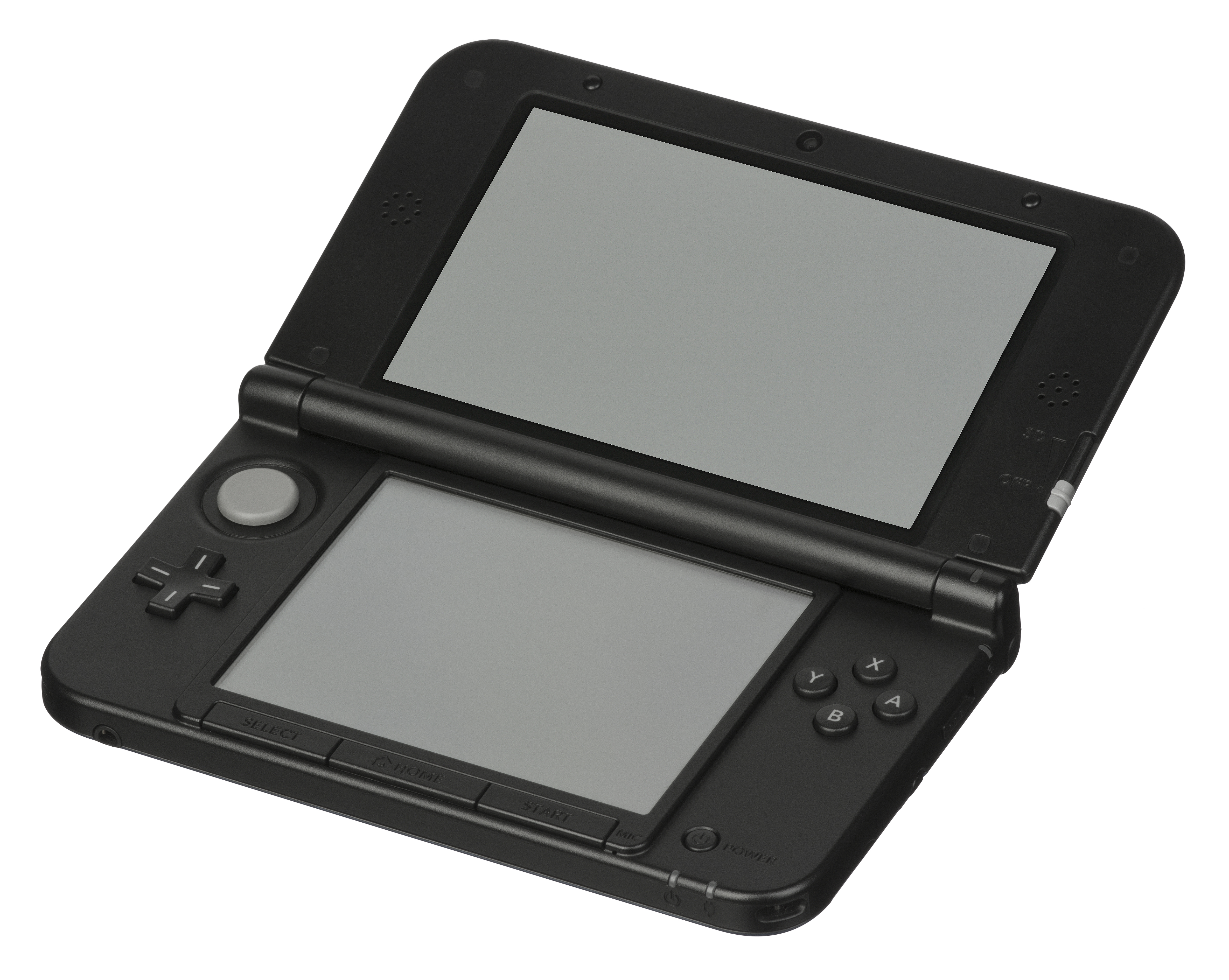
Nintendo 3DS XL 2012-2015
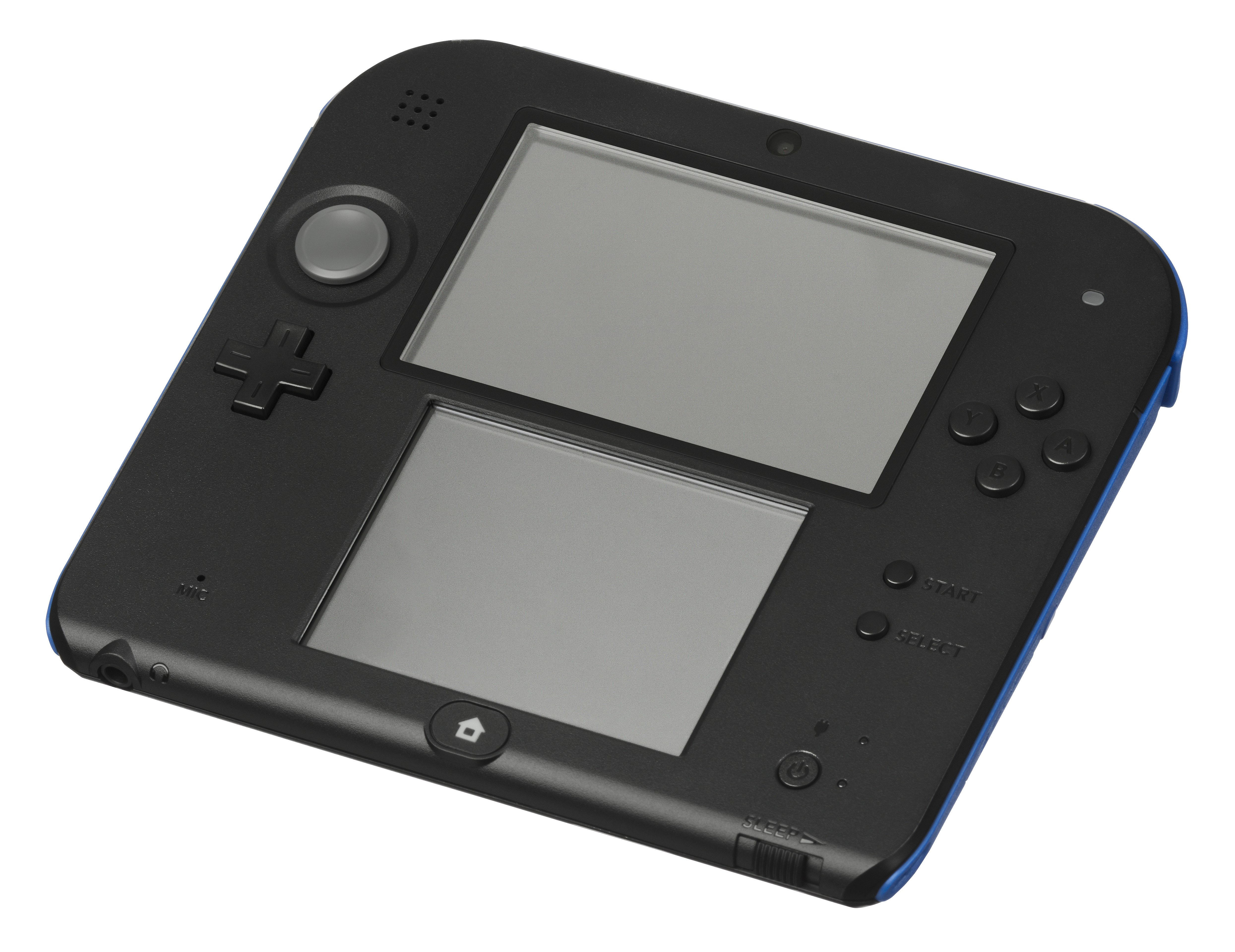
Nintendo 2DS 2013-2020
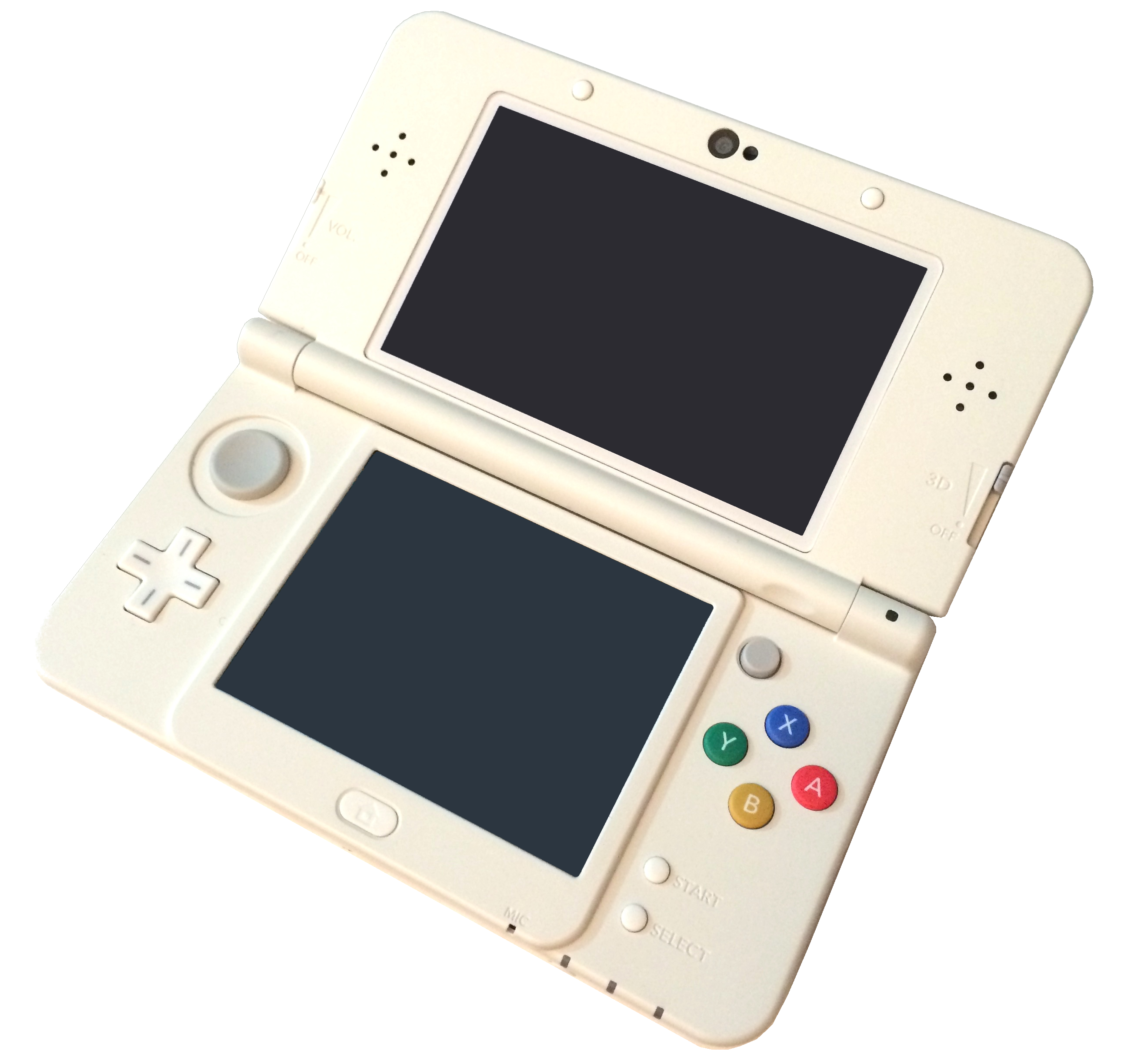
New Nintendo 3DS 2014-2017
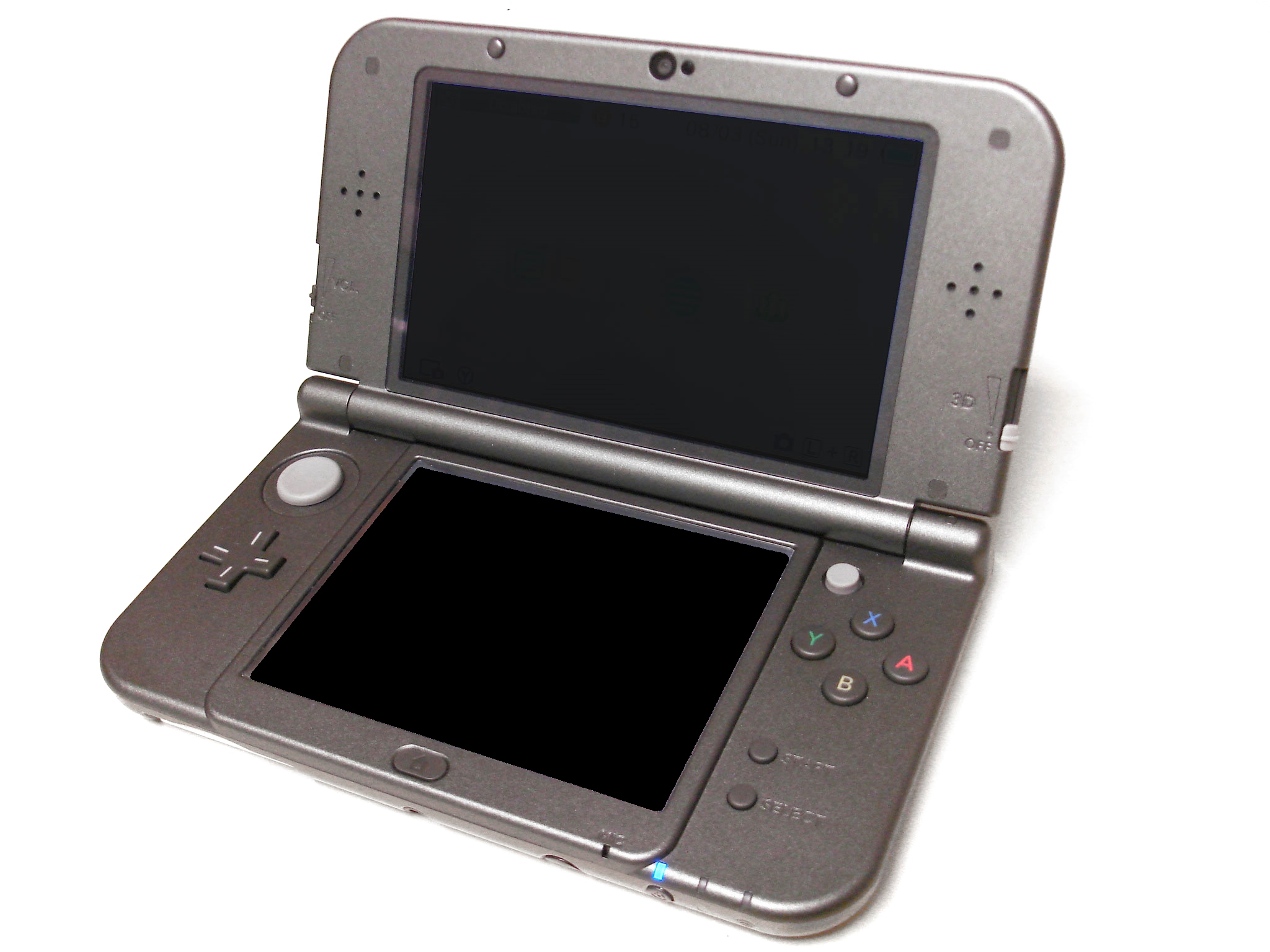
New Nintendo 3DS XL 2014-2020
New Nintendo 2DS XL 2017-2020
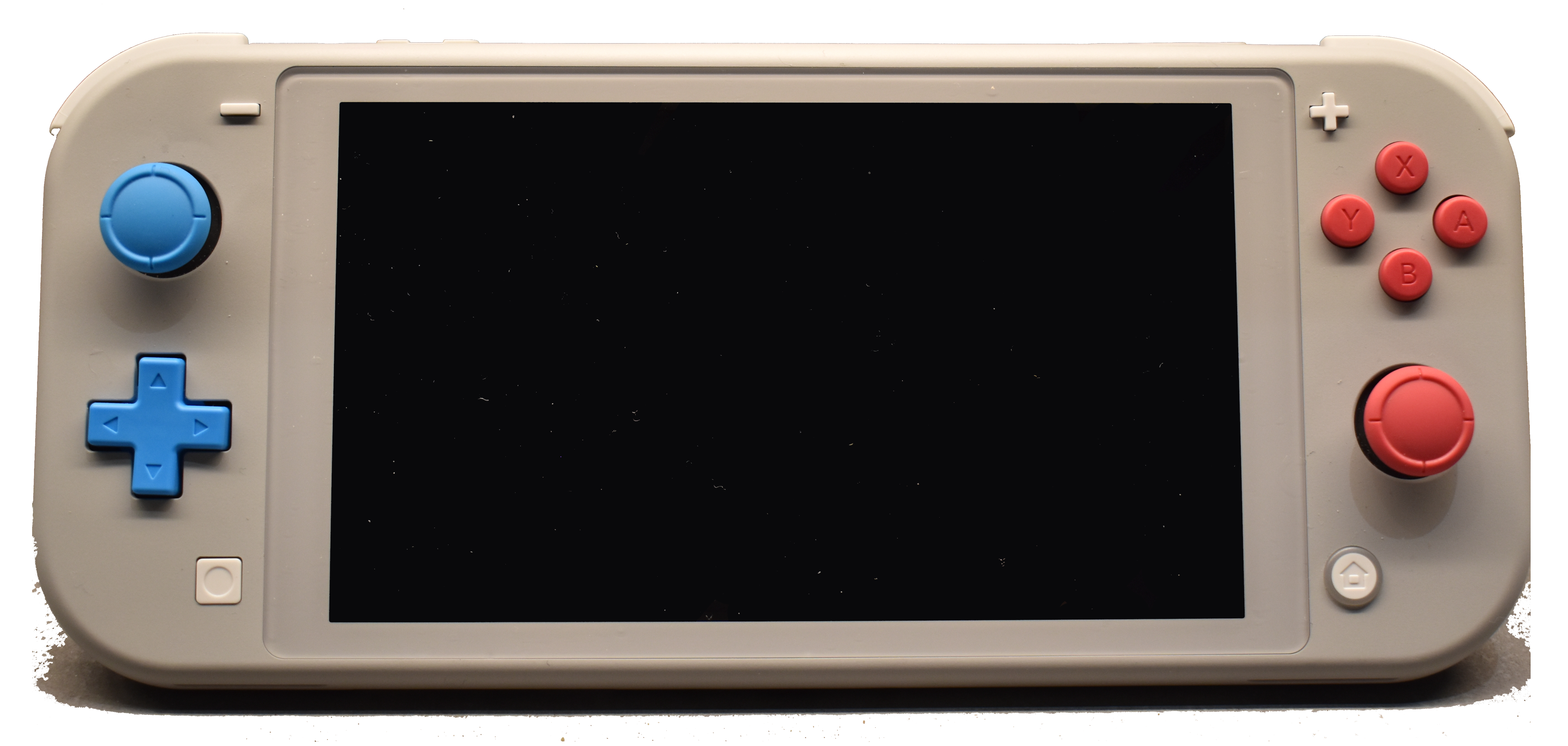
Nintendo Switch Lite 2019-heden

Spelcomputers (lijst) · Draagbare spelcomputers (lijst)
Eerste generatie (1972-1980) · Tweede generatie (1976-1992) · Derde generatie of 8 bitstijdperk (1983-2003) · Vierde generatie of 16 bitstijdperk (1987-2004) · Vijfde generatie of 32/64 bitstijdperk (1993-2006) · Zesde generatie of 128 bitstijdperk (1998-2013) · Zevende generatie (2004-2017) · Achtste generatie (2011-heden) · Negende generatie (2020-heden)